# Деца (Лука)
Деца (итал. Dezza) је насеље у Италији у округу Лука, региону Тоскана.
Према процени из 2011. у насељу је живело 16 становника. Насеље се налази на надморској висини од 206 м.